# فرانکلین (شهرستان ورنون، ویسکانسین)
فرانکلین (به انگلیسی: Franklin) یک منطقهٔ مسکونی در ایالات متحده آمریکا است که در شهرستان ورنن، ویسکانسین واقع شده‌است. فرانکلین ۱۳۳٫۶ کیلومتر مربع مساحت و ۹۲۳ نفر جمعیت دارد و ۳۵۳ متر بالاتر از سطح دریا واقع شده‌است.